# Говард Гоукс
Го́вард Ві́нчестер Го́укс, іноді Гокс (англ. Howard Winchester Hawks, нар. 30 травня 1896 — 26 грудня 1977) — американський кінорежисер, продюсер та сценарист ери класичного голлівудського кіно. Він відомий через такі свої фільми як «Обличчя зі шрамом» (1932), «Нульова висота» (1936), «Виховання маляти» (1938), «Тільки в янголів є крила» (1939), «Його дівчина П'ятниця» (1940), «Сержант Йорк» (1941), «Мати та не мати» (1944), «Глибокий сон» (1946), «Червона річка» (1948), «Річ з іншого світу» (1951), «Джентльмени надають перевагу білявкам» (1953) та «Ріо Браво» (1959).
У 1975 році Гоукс отримав премію «Оскар» за видатні досягнення у кінематографі як «видатний американський режисер, чиї творчі здобутки займають почесне місце у світовому кіно», у 1942 році його було номіновано на Премію «Оскар» за найкращу режисерську роботу за фільм «Сержант Йорк».

## Дитинство та освіта
Говард Гоукс народився у місті Ґошені (Індіана) 30 травня 1896 року. Він був першою дитиною Френка У. Гоукса (1865—1950), заможного промисловця та Елен Говард (1872—1952), доньки багатого індустріаліста. З батьківської лінії родина Гоукса вела рід від американських піонерів, його пращур Джон Гоукс емігрував до Массачусетсу з Англії у 1630 році. Згодом родина почала жити у Ґошені та на початку 1890-х років була одним з найбгатших сімейств на Середньому Заході, переважно завдяки прибуткам від Ґошен Миллінг Компані. Дідусь Гоукса з боку матері, К. У. Говард (1845—1916) переїхав до Нінаху у Вісконсін у 1862 році, коли йому виповнилося сімнадцять. За п'ятнадцять років він сколотив статок на місцевому підприємстві з виробництва паперу та у інших індустріальних проектах. Френк Гоукс та Елен Говард зустрілися на початку 1890-х та одружилися у 1895 році. Гоукс був найстаршим з п'яти дітей, після нього у Гоуксів народилися ще Кеннет Ніл Гоукс (12 серпня 1899 — 2 січня 1930), Вільям Белінґер Гоукс (1902 — 10 січня 1969), Грейс Луїза Гоукс (17 жовтня 1903 — 23 грудня 1927) та Елен Берніс Гоукс (1906 — 4 травня 1911). У 1898 році родина переїхала до Нінаху у Вісконсін, де Френк Гоукс почав працювати у компанії з виробництва паперу, що належала його тестю.
У 1906—1909 роках родина Гоуксів стала проводити більше часу у Пасадені в Каліфорнії, де вони жили під час холодних вісконсінських зим для того, щоб поправити здоров'я Елен Гоукс. Згодом вони почали проводити у Вінсконсіні тільки літо, аж поки зовсім не переїхали до Пасадени у 1910 році. Родина купила дім неподалік від Політехнічного інституту (який згодом стане Каліфорнійським технологічним інститутом), а згодом, у 1907 році, діти Гоуксів почали відвідувати початкову школу при інституті. Гоукс був посереднім учнем у школі, ніколи не відзначався у спорті, але у 1910 році він відкрив для себе мінікари. У 1911 році молодша сестра Гоукса, Елен, раптово померла від отруєння їжею. З 1910 по 1912 роки Гоукс навчався у Старшій школі Пасадени, де він також нічим не відзначався у навчанні. У 1912 році родина Гоуксів переїхала до сусіднього міста Ґлендора, де Френк Гоукс володів помаранчевими гаями. Гоукс завершив свій останній рік навчання у Старшій школі помаранчевого союзу у Ґлендорі, після чого батьки відправили його до Академії Філліпса у Екзетері (Нью-Гемпшир), де він навчався з 1913 по 1914 роки. Через відсутність помітних успіхів у навчанні його родина відправила його до елітної приватної школи у Новій Англії, де він бу в змозі відвідувати театральні вистави у Бостоні неподалік. У 1914 році Гоукс повернувся до Ґлендори та завершив Старшу школу Пасадени у 1914 році. Того ж року його було прийнято до Університету Корнелла в Ітаці у штаті Нью-Йорк, де він отримав магістерську ступінь з машинобудування та вступив до студентського товариства Дельта Каппа Епсилон. Як і у школі, Гоукс не приділяв багато уваги навчанню, Рей С. Ешбері, його друг по коледжу, пригадував, що Гоукс більше часу проводив за грою у кістки та випиванням, аніж за навчанням, хоча Гоукс був також відомий тим, що у коледжі прочитав багато популярних англійських та американських романів.
У 1916 році К. У. Говард подарував своєму онукові гоночний автомобіль Mercer, тож Гоукс почав тренуватися та працювати над своєю машиною під час літніх канікул у Каліфорнії. Саме в цей час Гоукс вперше зустрівся з Віктором Флемінгом, як повідомляють, це сталося тоді, коли вони змагалися у гонках по брудній трасі та спричинили аварію. Флемінг був автомеханіком та раннім авіатором, коли його старий друг Маршал Нілан порекомендував його директору Аллану Двену як хорошого механіка. Флемінг справив на Двена велике враження, коли швидко полагодив і його машину, і кінокамеру, тож у 1916 році він вже працював на посаді кінооператора. Зустріч з Флемінгом призвела до того, що Гоукс отримав свою першу роботу у кіноіндустрії — місце помічника, що займається реквізитом, у фільмі Дугласа Фербенкса «Знову всередину, знов за межі» для корпорації «Famous Players-Lasky», у якій Флемінг працював кінооператором. Як згодом розповідав сам Гоукс, треба було швидко побудувати нові декорації для зйомок, в той час як дизайнера декорацій не могли знайти, тож Гоукс запропонував це зробити. Згодом він також працював провідним асистентом у фільмі Сесила Блаунт де Милля, назву якого він ніколи не повідомляв. В той час як Гоукс намагався знайти своє місце у кіноіндустрії, влітку 1916 року він також спробував перевестися до Стенфордського університету, але йому це не вдалося, тож у вересні він повернувся до Університету Корнелла. У квітні 1917 року Гоукс покинув університет, коли Сполучені Штати оголосили війну Німеччині та вступили до Першої Світової війни. Як і багато інших студентів, які записалися до армії під час навчання, Гоукс отримав науковий ступінь, під час служби — у 1918 році. Ще до того як Гоукс отримав змогу нести активну службу, він на деякий час повернувся до Голівуду, де наприкінці квітня 1917 року попрацював на зйомках фільму «Маленька американка», де він познайомився з вісімнадцятирічним Джеймсом Вонг Ховом, який працював з хлопавками. Потім Гоукс працював на зйомках фільму Маршала Нілана «Маленька принцеса» з Мері Пікфорд. Гоукс розповідав, що одного разу Нілан не з'явився на зйомках, тож Гоукс запропонував поставити одну з сцен, і Пікфорд погодилася. Перший досвід кінорежисури Гоукс отримав, коли йому виповнився двадцять один рік. Разом з кінооператором Чарльзом Рошером він цілий день знімав «подвійну експозицію» з Пікфорд. Гоукс знову зустрівся з Пікфорд та Ніланом на зйомках фільму «Амаріллі з алеї Клозес-Лайн» перед тим як приєднатися до Військових повітряних сил Сполучених Штатів Америки. Записи про його військову службу були знищені у пожежі, яка сталася у Військовому Архіві у 1973 році, тож єдиним документальним свідченням про неї є слова самого Гоукса, згідно з якими він провів п'ятнадцять тижнів у тренуваннях на командира ескадрильї в Університеті Каліфорнії у Берклі. Коли Мері Пікфорд відвідала Гоукса під час тренування, його офіцери були настільки цим вражені, що дали йому посаду інструктора польотів та відправили до Техасу навчати нових рекрутів. Через нудьгу Гоукс спробував отримати дозвіл на трансфер у першій половині 1918 року, після чого його відправили до Форту Монро у Вірджинію. У листопаді того ж року було підписане перемир'я з Німеччиною, тож Гоукс покинув армію у ранзі другого лейтенанта так і не взявщи участь у бойових діях.

## Рання кар'єра у кіноіндустрії
Після війни Гоукс мріяв повернутися до Голлівуду. Його брат, Кеннет Гоукс, також відслужив у повітряних силах та завершив навчання у Єльському університеті у 1919 році, після чого брати разом вирушили до Голлівуду. Вони швидко стали друзями з Аланом Двеном, який також був випускником університету, що входив до Ліги плюща, але Гоукс отримав свою першу серйозну роботу тільки тоді, коли він використав гроші своєї родини, щоб спонсорувати студію Джека Уорнера. Уорнер швидко віддав борг та найняв Гоукса продюсером, який би спостерігав за створенням нової серії короткометражних комедій з італійським актором Монті Бенксом. Гоукс стверджував, що він був також і режисером трьох з чотирьох фільмів, але документального підтвердження цьому не існує. Фільми видалися прибутковими, але Гоукс згодом розпочав створювати власну продюсерську компанію, використовуючи статок та зв'язки своєї родини для того, щоб забезпечити безперервне фінансування. Компанія отримала назву «Об'єднані продюсери» та була спільним проектом Гоукса, Алана Двена, Маршала нілана та режисера Алена Голубара, з контрактом на дистрибуцію, підписаним з Першою Національною асоціацією власників кінотеатрів. У період з 1920 по 1923 роки компанія створила чотирнадцять фільмів, режисером восьми з яких був Нілан, трьох — Двен і ще трьох — Голубар. Це був більше «хлоп'ячий клуб», аніж справжня продюсерська компанія, тож згодом її учасники почали займатися власними проектами та остаточно розійшлися у 1923 році, коли Гоукс вирішив, що він хотів би бути режисером, а не продюсером.
На початку 1920-х років Гоукс жив у орендованих будинках у Голлівуді разом з групою своїх друзів — Віктором Флемінгом, Джеком Конвеєм, Гарольдом Россоном, Річардом Россоном, Артуром Россоном, Едді Сазерлендом та своїм братом Кеннетом Гоуксом. Протягом цього періоду Гоук вперше зустрівся з Ірвінгом Тальберґом, віце-президентом Metro-Goldwyn-Mayer (MGM). Згодом багато хто з друзів Гоукса досяг успіхів завдяки Тальберґу, сам Гоукс завжди захоплювався його розумом. В той же час Гоукс знайшов і багато друзів серед «бернштормерів», або аеробатів, та піонерів авіації в аеропорту Роджерс у Лос-Анджелесі, в тому числі він познайомився і з Мойе У. Стефенсом. У 1923 році Джесс Лескі, президент компанії «Famous Players-Lasky», шукав нового продюсера-редактора до відділу сценаріїв своєї студії і Тальберґ дав рекомендацію Гоуксу як випускнику «Ліги Плюща». Гоукс став редагувати сценарії близько сорока фільмів, в тому числі і за романами Джозефа Конрада, Джека Лондона та Зейн Грейя. Вперше ім'я Гоукса з'явилося у титрах фільму «Тигряче кохання» (1924). Гоукс працював редактором на цій студії (яка пізніше отримала назву Paramount Pictures) майже два роки, серед найвідоміших фільмів, над якими він працював в той період, називають «Спадок пустелі» (1924) за романом Зейн Грейя. Хоча Гоукс підписав з «Famous-Players» черговий контракт на один рік восени 1924 року, він згодом розірвав його для того, щоб стали редактором для Тальберґа на MGM через обіцянку, що Тальберґ дозволить йому поставити власний фільм. У 1925 році, коли Тальберґ так і не наважився виконати свою обіцянку, Гоукс розірвав свій контракт з MGM.

## Режисерська кар'єра

### Німі фільми: 1925—1929
У жовтні 1925 року Сол М. Вуртзель, керівник студії Вільяма Фокса у корпорації Fox Film, запросив Гоукса приєднатися до його компанії як режисера. За три наступні роки Гоукс поставив свої перші вісім фільмів (шість німих та два зі звуком). Через декілька місяців Кеннета, брата Гоукса, також було прийнято на роботу до студії Фокс, де він став одним з провідних продюсерів. Гоукс допрацьовував сценарії більшості фільмів, які він знімав, але ніколи не підписувався. Він також працював над сценарієм до фільму «Чесність — найкращий вибір» (англ. Honesty — The Best Policy, 1926) та однієї з найбільш відомих картин про гангстерів того часу — «Підземний світ» (англ. Underworld, 1927) Джозефа фон Штернберга. У 1926 році Віктор Флемінг, який на той час зустрічався з акторкою Нормою Ширер, познайомив Гоукса з її сестрою Атоль Ширер. Її перший шлюб з письменником Джоном Уордом виявився невдалим, у 1927 році вона почала зустрічатися з Гоуксом та подала на розлучення у 1928 році. У Ширер був маленький син, якого звали Пітер. В той же час Кеннет Гоукс почав зустрічатися з акторкою Мері Астор, а наймолодший брат Гоукса — з Бессі Лав. Кеннет Гоукс та Мері Астор одружилися у лютому 1928 року, а Білл Гоукс та Бессі Лав — у грудні 1929. 23 грудня 1927 року Грейс, сестра Гоукса, померла від туберкульозу через те, що її мати відмовила їй у медичному лікуванні через свої сайентістські християнські переконання. Гоукс та Атоль Ширер одружилися 28 травня 1928 року та провели свій медовий місяць на Гавайях. Контракт Гоукса зі студією Фокс завершився у травні 1929 року, він більше ніколи не підписував довгострокових контрактів з великими студіями та залишився незалежним режисером та продюсером протягом всяєї своєї кар'єри. У жовтні 1929 року в Гоукса та Ширер народився син, якого вони завали Девідом.

### Перші фільми зі звуком: 1930—1934
У 1930 році різкі зміни у Голлівуді, які спричинила поява звукових фільмів, стали значно помітнішими — багато акторських та режисерських кар'єр були зруйновані. Голівудські студії почали винаймати театральних акторів та режисерів, вважаючи що вони найкраще підходять для створення звукових фільмів. На той час Гоукс працював в кіноіндустрії вже чотирнадцять років та став режисером багатьох фінансово успішних фільмів, але він був знову вимушений доводити свою компетентність керівникам студій. Те, як він покинув студію Фокс, не поліпшувало його репутацію в очах потенційних роботодавців. Після декількох місяців без роботи Гоукс відновив отримав змогу продовжити кар'єру та зняти свій перший звуковий фільм.
2 січня 1930 року брат Гоукса Кеннет помер під час зйомок фільму «Такі чоловіки є небезпечними» (англ. Such Men Are Dangerous). На той час режисерська кар'єра Кеннета стрімко зростала — у 1929 році він зняв свій дебютний звуковий фільм «Успіх» (англ. Big Time), у якому знялися Лі Трейсі та Мей Кларк. Цей фільм був однією з перших картин, де б використовувалися «швидкі розмови», саме цю рису Говард Гоукс пізніше використовував у своїх власних фільмах. Сценарій фільму «Такі чоловіки є небезпечними» базувався на історії життя Альфреда Льовенштейна, бельгійського капітана, який або вистрибнув, або випав зі свого літака у 1928 році. 2 січня Кеннет Гоукс, декілька його помічників та каскадер вилетіли на трьох літаках до бухти Санта Моніка, взявши з собою дві камери. Два літаки зіткнулися один з одним, в результаті чого всі десять чоловіків, які летіли в них, загинули. Ця катастрофа стала однією з перших голлівудських трагедій такого масштабу, що сталися під час зйомок. Після загибелі Кеннета його дружина Мері Автор дистанціювалася від родини Гоуксів.

### Звукові фільми
У 1934 році Гоукс, разом із студією Columbia Pictures зняв свою першу ексцентричну комедію — «Двадцяте століття», у якій головні ролі зіграли Джон Беррімор та далека родичка Гоукса Керол Ломбард. Фільм було знято по сценарію за п'єсою Бена Гакта та Чарльза МакКартура, і разом із фільмом Френка Капри «Це сталося якось вночі», який вийшов на екрани того ж року, він вважався за такий, що визначив рамки жанру ексцентричних комедій взагалі. У 1935 році Гоукс зняв Барбері Коуст (англ. Barbary Coast), у якому головні ролі зіграли Едвард Г. Робінсон та Міріам Хопкінс. У 1936 на екрани вийшов ще один його фільм, в якому розповідалася історія про авіаторів, під назвою «Нульова висота» (англ. Ceiling Zero), де зіграли Джеймс Кегні та Пет О'Брайен. Того ж року Гоукз почав знімати «Приходь та візьми» (англ. Come and Get It), де знялися Едвард Арнольд, Джоел Маккри, Френсіс Фармер та Волтер Бреннан, але посередині зйомок Семюел Голдвін звільнив його та фільм було завершено Вільямом Уайлером.
У 1938 році Гоукс зняв ще одну ексцентричну комедію — «Виховання маляти» (англ. Bringing Up Baby) для RKO Pictures. Фільм, головні ролі в якому зіграли Кері Грант та Кетрін Гепберн, американським кінокритиком Ендрю Саррісом було названо «найексцентричною з найексцентричніших комедій». В цьому фільмі Грант грає короткозорого зоолога, який змушений терпіти одне приниження за одним через героїню, яку зіграла Гепберн. Фільм не користувався великим успіхом після релізу, але поступово став сприйматися як один із шедеврів Гоукса. Після нього Гоукс зняв для Columbia Pictures авіаторську драму «Тільки в янголів є крила» (1939), де знову знявся Кері Грант, а також Джин Артур, Томас Мітчел, Ріта Гейворт та Річард Бартелмес.
У 1940 році Гоукс повернувся до ексцентричних комедій, знявши фільм «Його дівчина П'ятниця», у якому знялися Кері Грант та Розалінд Расселл. Фільм був адаптацією популярної бродвейської п'єси «Титульний лист», написаної Беном Гектом та Чарльзом МакКартуром, за якою Льюїс Майлстоун вже знімав фільм у 1931 році. У 1941 році Гоукс знімає фільм «Сержант Йорк», у якому Гері Купер грає фермера-пацифіста, що став американським героєм за часів Першої Світової війни. Фільм став найкасовішим проектом 1941 року та отримав два «Оскари» (за найкращу чоловічу роль та найкращий монтаж), а також єдину номінацію для Гоукса за найкращу режисерську роботу. Пізніше того ж року Гоукс знов запросив Купера на зйомки свого фільму «Вогняна куля» (англ. Ball of Fire), де також знялася Барбара Стенвік. Сценарій, що був адаптацією історії про Білосніжку та сім гномів, було написано Вільямом Уайлером та Чарльзом Брекетом. В цьому фільмі Купер зіграв лінгвіста-інтелектуала, який разом із іншими шістьма вченими пише енциклопедію та наймає героїню Стенвік для того, щоб вона допомогла їм зі сленгом. У 1941 році Гоукс почав працювати над фільмом «Вигнанець» (англ. The Outlaw), сценарій якого був написаний за історією життя Біллі Кіда. В фільмі зналася Джейн Рассел, а продюсер Говард Г'юз пізніше сам завершив зйомки картини через те, що йому здалося, нібито вона не відповідає кодексу Гейса. Пізніше в титрах фільму, який вийшов на екрани у 1943 році, ім'я Гоукса не було зазначене.
Після фільму «Повітряні сили» (1943) з Джоном Гарфілдом, Гоукс зняв два фільми з Гамфрі Богартом та Лорен Беколл. «Мати та не мати» (1944) було знято за короткою історією Ернеста Хемінгуея, близьким другом якого був Гоукс. Гоукс побився об заклад з Хемінгуеєм про те, що він зможе зняти добрий фільм за мотивами «найгіршої книги» письменника. Сценарій цього фільму про ситуації, в які потрапляв капітан французького риболовецького судна у часи Французької кампанії 1940 року, Гоукс писав разом із Вільямом Фолкнером та Жюлем Фуртгманом. Під час зйомок Богарт та Беколл закохалися один в одного, а згодом і одружилися. Гоукс знову запросив їх обох знятися у фільмі «Великий сон», який було знято за мотивами детективу Раймонда Чандлера про Філіпа Марлоу.
У 1948 році Гоукс зняв фільм «Червона річка», епічний вестерн про заколот на «Баунті» з Джоном Вейном та Монтгомері Кліфтом у головних ролях. Пізніше цього ж року він зробив рімейк свого фільму «Вогняна куля», який вийшов під назвою «Пісня народилася» (англ. A Song Is Born), де зіграли Денні Кей та Вірджинія Майо. Цю версію фільму було знято за тим самим сценарієм, але в ній приділяється більше уваги популярній джазовій музиці, а такі легенди джазу як Том Дорзі, Бенні Гудмен, Луї Армстронг, Лайонел Хемптон та Бенні Картер зіграли самих себе. У 1949 році Гоукс знову покликав Кері Гранта для зйомок у ексцентричній комедії «Я був військовою нареченою», в якій також зіграла Енн Шерідан.
В 1951 році Гоукс був продюсером, і, як зазначають, режисером, хоча його ім'я не було вказане у титрах, науково-фантастичного фільму «Дещо з іншого світу». Після цього Гоукс зняв вестерн «Широке небо», де зіграв Кірк Дуглас. Пізніше цього ж року Гоукс востаннє зняв фільм за участю Кері Гранта — комедію «Марна праця» (англ. Monkey Business), де також зіграли Мерилін Монро та Джинджер Роджерс. Кінокритик Джон Белтон назвав цей фільм Гоукса його «найбільш органічною комедією». Третій фільм, який Гоукс зняв того ж року, був короткометражкою для збірки про твори О. Генрі.
У 1953 році Гоукс зняв фільм «Джентльмени надають перевагу білявкам», в якому Мерилін Монро та Джейн Рассел зіграли двох співачок кабаре. Саме в цьому фільмі прозвучала пісня «Найкращі друзі дівчини — діаманти», яку заспівала Монро. Критики звертали увагу на те, що цей фільм став єдиною жіночою версією жанру «фільмів про приятелів» у Гоукса. У 1955 році Гоукс зняв ще один атиповий фільм — «Земля фараонів», який став його останньою співпрацею з Вільямом Фолкнером. У 1959 році Гоукс запросив Джона Вейна зіграти головну роль у фільмі «Ріо Браво», в якому також знялися Дін Мартін, Рікі Нельсон та Волтер Бреннан у ролі помічників шеріфа, які охороняють в'язницю, де місцевий бандит очікує суда, розраховуючи на те, що його випустить на волю брат. Кінокритик Робін Вуд сказав, що «якщо б його запитали, який фільм виправдовує існування Голлівуду», він назвав би «Ріо Браво».
У 1962 році Гоукс зняв «Хатарі!» з Джоном Вейном про полювання в Африці, а у 1964 — свою останню комедію «Улюблений спорт чоловіків?» з Роком Хадсоном (бо Грант відчув себе застарим для ролі) та Паулою Прентіс. Після цього Гоукс звернувся до свого юнацького захоплення та у 1965 році зняв фільм «Червона Лінія 7000» про автомобільні гонки, де дебютував у головній ролі Джеймс Каан. Останні два фільми Гоукса були вестернами та рімейками «Ріо Браво» з Джоном Вейном у головній ролі — «Ельдорадо» у 1967 році, та «Ріо Лобо» у 1970-му.

## Особисте життя
Гоукс був одружений тричі:
- з Атоль Ширер (1928—1940), сестрою відомої акторки Норми Ширер, матір'ю його доньки Барбари Гоукс та сина Девіда Гоукса;
- зі Слім Кейт (1941—1949), матір'ю його доньки Кітті Гоукс, відомої дизайнерки інтер'єрів;
- з Ді Гартфорд (1953—1959), акторкою, чиє справжнє ім'я було Донна Гіґґінз.

Його братами були режисер та сценарист Кеннет Ніл Гоукс та продюсер Вільям Беттінгер Гоукс.
Гоукс помер 26 грудня 1977 року від ускладнень після падіння, яке сталося за кілька тіжнів до цього.

## Фільмографія
| - 1926 — Шлях до слави / The Road to Glory - 1926 — Фігове листя / Fig Leaves - 1927 — Викрадачі колисок / The Cradle Snatchers - 1927 — Любов за винагороду / Paid to Love - 1928 — Дівчина у кожному порту / A Girl in Every Port - 1928 — Фазіль / Fazil - 1928 — Цирк у повітрі / The Air Circus - 1929 — Остання справа Трента / Trent's Last Case - 1930 — Ранковий патруль / The Dawn Patrol - 1931 — Кримінальний кодекс / The Criminal Code - 1932 — Обличчя зі шрамом / Scarface - 1932 — Натовп реве / The Crowd Roars - 1932 — Тигрова акула / Tiger Shark - 1933 — Сьогодні ми живемо / Today We Live - 1933 — Боксер та леді / The Prizefighter and the Lady (разом з В. С. ван Дайком) - 1934 — Хай живе Вілья! / Viva Villa! - 1934 — Двадцяте століття / Twentieth Century - 1935 — Варварське узбережжя / Barbary Coast - 1936 — Нульова висота / Ceiling Zero - 1936 — Шлях до слави / The Road to Glory - 1936 — Приходь та візьми / Come and Get It - 1938 — Виховання крихітки / Bringing up Baby - 1939 — Тільки в янголів є крила / Only Angels Have Wings | - 1940 — Його дівчина П'ятниця / His Girl Friday - 1941 — Сержант Йорк / Sergeant York - 1941 — Вогняна куля / Ball of Fire - 1943 — Повітряні сили / Air Force - 1943 — Корвет K-225 / Corvette K-225 - 1944 — Мати й не мати / To Have and Have Not - 1946 — Великий сон / The Big Sleep - 1948 — Червона річка / Red River (разом з А. Россоном) - 1948 — Пісня народилася / A Song Is Born - 1949 — Я був військовою нареченою / I Was a Male War Bride - 1951 — Річ з іншого світу / The Thing from Another World (разом з К. Найбі) - 1952 — Широке небо / The Big Sky - 1952 — Марна праця / Monkey Business - 1952 — Фул-хаус О'Генрі / O. Henry's Full House - 1953 — Джентльмени віддають перевагу білявкам / Gentlemen Prefer Blondes - 1955 — Земля фараонів / Land of the Pharaohs - 1959 — Ріо Браво / Rio Bravo - 1962 — Гатарі! / Hatari! - 1964 — Улюблений спорт чоловіків? / Man's Favorite Sport? - 1965 — Червона лінія 7000 / Red Line 7000 - 1967 — Ельдорадо / El Dorado (рімейк фільму «Ріо Браво») - 1970 — Ріо Лобо / Rio Lobo |